# Disney Jr.
Disney Jr. je americký kanál pro děti předškolního věku. Dne 14. února 2011 nahradí dosavadní Playhouse Disney jako programový blok a SOAPnet jako kanál, který vysílá také v České republice. Do konce letošního roku má začít vysílat ve více než 23 zemích světa. Dne 8. února bylo ohlášeno zahájení vysílání kanálu Disney Junior také v Česku, kde nahradí také Playhouse Disney, který zde vysílá od 1. září loňského roku.

## Světové verze kanálu
- Disney Junior USA
- Disney Junior UK
- Disney Junior Canada (brzy)
- Disney Junior Tele (brzy)
- Disney Junior Asie (brzy)
- Disney Junior Latinská Amerika (brzy)
- Disney Junior Brazílie (brzy)
- Disney Junior Arabský Svět (brzy)
- Disney Junior Austrálie & Nový Zéland (brzy)
- Disney Junior Česká republika a Maďarsko (1. června 2011)
- Disney Junior Polsko (1. června)

## Aktuálně vysílané pořady na Disney Jr.
- Milesova vesmírná dobrodružství
- Mickeyho Klubík
- Barney
- Doktorka Plyšáková
- Poppets Town
- Milly, Molly
- Superagent Oso
- Yo Gabba Gabba!
- Jake a piráti ze Země Nezemě
- Kámoši Hafíci
- Kočka Callie na divokém západě
- Lví hlídka
- Pyžamasky
- Středo Džungle
- Sofie První
- Mistr Manny